# Rinaldo Veri
Rinaldo Veri (Bombay, 22 aprile 1952) è un ammiraglio italiano.

## Biografia
Nato in India da famiglia di origine ortonese, ha frequentato l'Accademia navale di Livorno ed è diventato guardiamarina, poi è diventato tenente di vascello e ha prestato servizi di volo nelle unità navali e nei Gruppi Elicotteri a terra della Marina militare.
Ha comandato la motocannoniera Lampo, le corvette Aquila, De Cristofaro e Todaro, la fregata Espero e il cacciatorpediniere Luigi Durand de la Penne.
Inoltre è stato comandante dei corsi all'Accademia Navale di Livorno.
Fino al 2003 è stato al comando della Task Force 150, impegnata in operazioni anti-terrorismo nel Corno d'Africa nell'ambito di Enduring Freedom e di Euromarfor.
Dal 24 marzo al 31 ottobre 2011 è stato responsabile del Comando marittimo alleato (Allied Maritime Command) della NATO con sede a Nisida (NA), per il blocco navale durante la Guerra civile libica che ha portato all'intervento militare in Libia..
L'11 gennaio 2013 diventa presidente del Centro alti studi per la difesa fino al 21 giugno 2015, congedandosi dalle Forze Armate.

### Attività politica
Nel febbraio 2017 ufficializza la propria candidatura alla carica di sindaco di Ortona, sostenuto dalla coalizione di centro-sinistra, in vista delle amministrative di giugno. I principali punti del suo programma di governo per la città sono: “Essere il sindaco di tutti,  libero di pensare, di decidere e di fare il bene di Ortona, avendo come suoi unici interlocutori i cittadini”. Prende 2.405 voti, ottenendo un solo seggio.
Il 29 gennaio 2018 viene annunciata la sua candidatura con il Movimento 5 Stelle, in vista delle elezioni politiche del 2018. Successivamente la candidatura viene ritirata, poiché la sua carica di consigliere comunale nel comune di Ortona (con una lista civica alleata col Pd) è risultata incompatibile con quella di candidato nelle liste del Movimento 5 Stelle.